# Divertido con Jochy
Divertido con Jochy es un programa de televisión semanal de variedades y entretenimiento. Comenzó sus transmisiones el 18 de septiembre de 1999 por Telecentro. El 13 de marzo de 2004 pasó a ser transmitido todos los sábados por Telesistema 11. Desde el 3 de marzo de 2013 comenzó a ser transmitido por Telemicro los domingos a las 12:00 p. m., y más luego a las 10:30 p. m.. Ganadores de varios Premios Casandra, en la categoría Programa Semanal de Entretenimiento. 
El Programa salió del aire el 20 de agosto de 2019 por inconvenientes con la planta televisora Telemicro. Parte del elenco junto con el presentador Jochy Santos, iniciaron un nuevo programa en 2019, llamado Es Temprano Todavía por Color Visión, especializado en estrevistas y algunos concursos con una duración de una hora cada martes.Después de 5 años fuera del aire, el 18 de enero del 2024, el presentador Jochy Santos junto a la productora Edilenia Tactuk, anunciaron el regreso de Divertido con Jochy como programa de temporada Jochy por Color Vision los domingos a las 12:00 p. m. iniciando las transmisiones el 3 de marzo hasta junio de 2024 consistiendo 14 programas.

## Artistas invitados
Divertido con Jochy, ha presentado artistas nacionales e internacionales como:Johnny Ventura, Juan Luis Guerra, Milly Quezada, Danny Rivera, El Gran Combo de Puerto Rico, Víctor Manuelle, Tony Dize, Fernando Villalona, Wilfrido Vargas, Álex Bueno, Luis Fonsi, Chino y Nacho, Vakeró, Don Miguelo, Mozart la Para, La Insuperable, Shelow Shaq, Manny Cruz, Héctor Acosta, Eddy Herrera, Miriam Cruz, Divas By Jiménez, Las Chicas del Can,  Baby Rasta & Gringo, Elvis Crespo, Oscar D'León, Jon Secada, Olga Tañon, Andrés Cepeda, Kat DeLuna, también figuras como Braulio, Jencarlos Canela, Marlon Moreno, Manolo Cardona, Charytín, Alexis Valdés, Fernando Carrillo, Julio Bracho entre otros.
Divertido con Jochy ha sido el único en transmitir desde Miami en los Estados Unidos para toda República Dominicana, completamente fuera del país, con las participaciones de Albita, Luis Enrique, Willy Chirino, Beatriz Luengo y Amaury Gutiérrez.

## Elenco
En 2004 con nuevo canal, nueva productora deciden agregar copresentadoras quienes han sido la clave del éxito de Divertido, además nuevos talentos con el "Coro Atra-tivo".
Chichas Divertidas(Copresentadoras)
- Hony Estrella (2004-2009)
- Nashla Bogaert (2004-2012)[17]
- Mariel Guerrero (2007-2014)[18]
- Anier Barros (2009-presente)
- Isaura Taveras (2012-presente)
- Lizbeth Santos (2012-2014)[18]
- Tueska- (2012-2013)
- Betty Geronimo
- María del Mar López (2014)[19]

Co-Presentadores y/o Humoristas
- Freddyn Beras (2014)[19]
- Félix Tejeda(Ñonguito) (2014-presente)[19]
- Aquiles Correa (2014-presente)[20]
- Juan Carlos Pichardo Jr. (2014-presente)
- Eduardo Santos (2013-presente)
- Albert Mena (2014-presente)[19]
- Gerald Ogando (2009-2016)[21]

El Coro
- Melendez Levita
- Carlos Báez
- Octavio Flores (a) El Chamo (2014-presente)[19]

## Premios
Divertido Con Jochy
- Premios Casandra- Programa de varidades- 7 ocasiones
- Premios Casandra- Animador del año - Jochy Santos
- Micrófono de Oro- Animador - Jochy Santos
- Premios Soberano- Animador de TV -Jochy Santos

Es Temprano Todavía
- Premios Soberano- Programa Semanal de Variedades- 2 ocasiones

## Producción
En sus inicios el programa conducido por Jochy Santos fue producido desde 1999 hasta 2004 por Patricia Mota, Alfonso Rodríguez y Pinky Pintor. En 2004,  Edilenia Tactuk asumió todo lo que tenía que ver con la producción del popular espacio televisivo, logrando altos niveles de audiencia y premiaciones a dicho proyecto comunicacional. En 2016, Edilenia Tactuk decide abandonar el espacio y asumen la tarea de producir el programa los señores Juan Carlos Pichardo Jr, Tuto Guerrero y Ricardo Santos. 